# هادی روحانی
هادی روحانی (۱ شهریور ۱۳۰۲ کَلِه بست، بابل– ۲۱ مهر ۱۳۷۸ شهر بابل) امام جمعه شهرستان بابل، نماینده ولی فقیه در استان مازندران (شامل گلستان و مازندران) و نماینده مجلس خبرگان بود. آخرین نماز جمعه به امامت وی، ۷ اردیبهشت ۱۳۷۸ در مصلای نماز جمعه بابل اقامه شد. هادی روحانی تنها امام جمعه غیر مرکز استان (بابل) در کشور بود که به سمت نمایندگی ولی فقیه استان منصوب شد. اولین نماز جمعه شمال کشور، آذرماه ۱۳۵۸ در شهر بابل به امامت وی برگزار شد.

## قبل از انقلاب
در روستای کَلِه‌بَست از توابع مشهدسر (بابلسر) شهرستان بابل دنیا آمد. پدرش واعظ و ذاکر اهل بیت بود و به شغل کشاورزی مشغول بود. پدرش را در سن ۵ سالگی از دست داد. وی در ۷ سالگی به مکتب‌خانه رفت اما به دلیل تنگ‌دستی تا بیش‌از کلاس سوم ادامه نداد و به کار در نانوایی و کشاورزی مشغول شد. وی در حوزه‌های علمیه قم و مشهد پس از طی سطوح عالیه، در درس خارج فقه و فلسفه زیر نظر اساتیدی چون: سید حسین طباطبایی بروجردی، سید روح‌الله خمینی، ادیب نیشابوری، سید موسی صدر، میرزا احمد مدرس، استاد میرزا جوادآقا تهرانی، شهاب‌الدین مرعشی نجفی حاضر گردید.

## بعد از انقلاب
پس از پیروزی انقلاب اسلامی ایران در سال ۱۳۵۷، وی از سوی سید روح‌الله خمینی ابتدا مسول رسیدگی به امور منطقه بابل شد و پس از آن به نمایندگی ولی فقیه در مازندران و امام جمعه شهرستان بابل انتخاب شد. اولین نماز جمعه استان در ۱۸ آبان ۱۳۵۸ به امامت وی در بابل برگزار شد.

پس از تشکیل مجلس خبرگان رهبری در سال ۱۳۶۱، او در دوره‌های اول و دوم و سوم نماینده مردم مازندران در این مجلس بود. او در سن ۷۶ سالگی در ۲۱ مهر ۱۳۷۸ درگذشت.

## آثار فرهنگی
- نگاهی به مسئله ولایت
- قطره در تفسیر سوره حمد
- معاد در اسلام